# Echiniscus marginatus
Echiniscus marginatus är en djurart som tillhör fylumet trögkrypare, och som beskrevs av Maria Grazia Binda och Giovanni Pilato 1995. Echiniscus marginatus ingår i släktet Echiniscus och familjen Echiniscidae. Inga underarter finns listade i Catalogue of Life.